# Seraphino Antao
Seraphino Antao (* 30. Oktober 1937 in Mombasa; † 6. September 2011 in London) war ein kenianischer Sprinter, der auch im 110-Meter-Hürdenlauf startete.
Seine Familie stammte aus Goa. Bereits 1957 brach er die kenianischen Rekorde über 100 Yards und 220 Yards.
Im Jahr darauf schied er bei den British Empire and Commonwealth Games 1958 in Cardiff über 220 Yards im Viertelfinale und über 100 Yards sowie in der 4-mal-110-Yards-Staffel im Vorlauf aus.
Bei den Olympischen Spielen 1960 in Rom erreichte er über 100 m das Halbfinale und über 200 m das Viertelfinale. Über 110 m Hürden scheiterte er im Vorlauf.
Seine größte Erfolge feierte er zwei Jahre später bei den British Empire and Commonwealth Games 1962 in Perth. Er siegte über 100 Yards und 220 Yards und wurde mit der kenianischen 4-mal-440-Yards-Stafette Fünfter.
Bei den Olympischen Spielen 1964 in Tokio schied er gesundheitlich angeschlagen über 100 m im Vorlauf und über 200 m im Viertelfinale aus.
1962 wurde er Englischer Meister über 100 Yards und 220 Yards.

## Persönliche Bestzeiten
- 100 Yards: 9,3 s, 6. Oktober 1962, Kampala
- 100 m: 10,3 s, 2. Mai 1961, Tel Aviv
- 220 Yards: 20,5 s, 5. September 1964, Kisumu (entspricht 20,4 s über 200 m)
- 120-Yards-Hürdenlauf: 14,3 s, 1960